# Ліна Леандерссон
Ліна Леандерссон (швед. Lina Leandersson; нар. 27 вересня 1995, Фалун) — шведська актриса.

## Життєпис
Ліна Леандерссон народилася 27 вересня 1995 року в місті Фалун у Швеції. Дитинство провела з матір'ю, вітчимом і двома молодшими сестрами. Вона навчалася у школі виконавського мистецтва в Стокгольмі. Вона виявила зацікавленість в акторській грі з раннього віку, займалася улюбленими театральними постановками, відвідувала курси драми та виступала у вуличних і джазових танцях. Однією з її перших ролей була роль у любительській театральній постановці, де вона виконала роль матері розбещеної дівчинки, яка прагне отримати нові джинси. У 2006 році вона з'явилася як член журі на шведському пісенному конкурсі "Лілла Мелодіфестівален". Того ж року її відібрали серед п'ятиста кандидатів для участі в програмі "Програма ведучих Nickelodeon", яка була телевізована у жовтні 2006 року.
Ліна дебютувала у кіно в 2008 році роллю в фільмі «Впусти мене», за яку отримала ряд номінацій і премій. У 2015 році зіграла роль Гедвіг у виставі «Дика качка» Королівського драматичного театру.

## Фільмографія
| Рік  |    | Українська назва | Оригінальна назва      | Роль   |
| ---- | -- | ---------------- | ---------------------- | ------ |
| 2008 | ф  | Впусти мене      | Låt den rätte komma in | Елі    |
| 2013 | ф  | Арбітр           | The Arbiter            | Ронья  |
| 2013 | ф  | Ніжність         | Ömheten                | Зеріна |
| 2015 | кф | Катастрофа!      | Disaster!              | Глої   |

## Нагороди та номінації
| Рік  | Нагорода                                   | Категорія                                                                    | Робота      | Результат |
| ---- | ------------------------------------------ | ---------------------------------------------------------------------------- | ----------- | --------- |
| 2008 | Асоціація кінокритиків Чикаго              | Найбільш багатообіцяюча актриса                                              | Впусти мене | Номінація |
| 2009 | Scream                                     | Найкраща актриса в фільмі жахів                                              | Впусти мене | Номінація |
| 2009 | Wonder Awards                              | Найкраща актриса                                                             | Впусти мене | Перемога  |
| 2009 | Сатурн                                     | Найкращому молодому актору чи актрисі                                        | Впусти мене | Номінація |
| 2009 | Chlotrudis Awards                          | Найкраща актриса                                                             | Впусти мене | Номінація |
| 2009 | Fangoria Chainsaw Awards                   | Краща актриса                                                                | Впусти мене | Перемога  |
| 2009 | Online Film Critics Society Awards         | Breakthrough Performance                                                     | Впусти мене | Перемога  |
| 2009 | Online Film & Television Association Award | Best Youth Performance                                                       | Впусти мене | Номінація |
| 2009 | Молодий актор                              | Best Performance in an International Feature Film — Leading Young Performers | Впусти мене | Номінація |